# 希水汐
希水汐（日语：／ Kisui Shio，1998年3月28日—），日本女演員、配音員、歌手。出身於東京都。BLACK SHIP Jr.所屬。舊藝名。elfin'前成員。身高156cm。O型血。

## 來歷
她從小學3年級到中學1年級都參加音樂班，12歲時就在歌唱比賽中獲得金牌。
2014年1月26日，她在由Oscar Promotion、青二Production、博報堂聯手舉辦的「第1屆全日本美聲女子比賽」中，與花房里枝一起從14,434名參賽者中獲得準大獎。同年4月，從第1屆全日本美聲女子比賽決賽入圍者中選出8人（美優、花房里枝、高橋美衣、吉村那奈美、入江麻衣子、金魚和嘉菜（現：美波和嘉菜）、奧谷楓、大槻瞳），作為一個名為「HONEYCE Girls」的團體活動了3個月。
2015年4月，由3位美聲女子比賽決賽入圍者（辻美優、花房里枝、高橋美衣）組成了團體「elfin'」。8月5日，以《Colorful Fantasy》CD出道。
2017年9月30日從elfin'畢業，離開Oscar Promotion、青二Production。
2021年4月1日，她以見習生加入BLACK SHIP。加入後，她將藝名改為。
2022年1月18日，在遊戲《偶像大師 閃耀色彩》中，由於前任配音員成海瑠奈的退休，宣布她將接替三峰結華。

## 人物
音域：F3—C6（HiC）。
興趣：歌唱、舞蹈、文鳥、即興歌曲、廣播、音樂劇。特長：歌唱（曾獲2010年河合歌唱關東大賽金獎）、舞蹈、智能手機快速點擊。
資格：普通汽車執照。
有一個小她4歲的弟弟。
緒方惠美的私立學校Team BareboAt畢業。

## 演出
團體活動期間請參閱「elfin'」
粗體字表示主要角色。

### 舞台
2008年
- 音樂劇「安妮（英语：Annie (musical)）」—飾 街上的小孩
  - 安妮聖誕音樂會

2009年
- 東京舞劇2009（003）

2011年
- 音樂劇（2011年7月29日—31日，THEATRE1010）—飾 克萊兒、風之弗萊迪

2019年
- 音樂劇「悲慘世界」（2019年，帝國劇場、御園座（日语：御園座）、梅田藝術劇場（日语：梅田芸術劇場）、博多座、札幌文化藝術劇場（日语：札幌文化芸術劇場））—飾 Ensemble（名義）[16][17]

2022年
- 朗讀公演Team BareboAt實驗公演vol.2「輕聲細語的花束」（2022年5月5日，代官山豆風LIVE HOUSE）—飾 《櫻花之寒》櫻花精靈／櫻花的母親[18]
- 朗讀公演（2022年７月16日，淺草花劇場）
- 音樂劇（2022年8月20日—28日，日生劇場）—飾 馬龍

2025年
- 音樂劇「四月是你的謊言」（2025年8月23日—10月13日，昭和女子大學人見紀念講堂（日语：昭和女子大学人見記念講堂）、Niterra日本特殊陶業市民會館（日语：名古屋市民会館）村公所、梅田藝術劇場、AUBADE HALL（日语：富山市芸術文化ホール）、厚木市文化會館）—飾 澤部椿（與山本咲和雙演出）[19][20]

### 電視動畫
2014年
- Concrete Revolutio ～超人幻想～（女學生）
- 你考古嗎？（美衣）

2016年
- 我的英雄學院（女學生）

2017年
- 妖怪公寓的優雅日常（三浦惠理子）

2022年
- RPG不動產（糰子怪物B）
- SHINE POST（女高中生）

2023年
- 和山田談場Lv999的戀愛（佐佐木瑠奈的同學）
- 能幹貓今天也憂鬱（女性B）

2024年
- 反派千金等級99 ～我是隱藏頭目但不是魔王～（學生）
- 我內心的糟糕念頭（女學生）
- 偶像大師 閃耀色彩（三峰結華[21]）2系列[系列 1]
- 一兆＄遊戲（女學生）

2025年
- BanG Dream！Ave Mujica（客H）

### 電影動畫
- 劇場版 光之美少女 All Stars New Stage3：永遠的朋友（2014年，女學生）
- 劇場版 擅長捉弄人的高木同學（2022年）

### OVA
- 外之國的少女（2022年）

### 遊戲
2015年
- 動物朋友（斑鬣狗、鐮鼬·轉、日本松鼠）

2016年
- Vampire†Blood（加賀谷優芽）
- 放學後少女聚落（日语：放課後ガールズトライブ）（上杉美春）

2017年
- 青空Under Girls！（日语：青空アンダーガールズ!）（白拍子美雪）

2021年
- 黑騎士與白魔王（兀爾德）

2022年
- 城姬Quest（日语：城姫クエスト）（水口城、上山城）
- 偶像大師 閃耀色彩（2022年—2024年，三峰結華〈第2代〉[23][12]）
- 偶像大師 POPLINKS（日语：アイドルマスター ポップリンクス）（三峰結華〈第2代〉[24]）
- 守望傳說[25]

2023年
- 黑暗傳說 ～鏡子與瘋狂公主～（竹取輝夜[26]、兔子新娘[27]）
- 偶像大師 閃耀色彩 Song for Prism（日语：アイドルマスター シャイニーカラーズ Song for Prism）（2023年—2024年，三峰結華[28]）

2024年
- 賽馬娘 Pretty Derby（勇敢之心（日语：デアリングハート）[29]）

### 有聲劇
- 貓的事情有聲劇系列篇（2016年，zelfstandig，1000枚限定販售）[30]
- 笹山與田端有聲劇（2023年，田端[31]）

### 外語配音

#### 電影
- 星光繼承者（女學生）

#### 電視影集
- 現代斯德哥爾摩 (第3季)（英语：Morden i Sandhamn）（莉娜·呂西安）

#### 動畫
- 天才阿公（女孩子）

### 電視節目
- 小荳荳電視台（NHK，SPARX三人組）
- 『JOYNT POPS』 #1（2024年10月9日、10月12日、NHK BS Premium4K、NHK BS）[32]

### 真人電影
- 母親（2008年，律子）

### 廣播節目
※記號表示網路廣播。
- 美優、花房里枝、高橋美衣的美聲女子學園♪ 放學後廣播社（日语：辻美優、花房里枝、高橋美衣の美声女学園♪ 放課後ラジオ部）（2014年4月4日—2016年3月18日，文化放送）
- 偶像大師 閃耀色彩 振翅電台（2022年—，ASOBI CHANNEL（日语：アソビストア））※—每週輪班主持
- Radio Dottoai 希水汐的汐不會回覆你。（日语：ラジオどっとあい）（2022年4月29日—7月22日，超！A&G+、AAG-ON Premium（日语：AG-ON Premium））※

### 網路節目
- 美聲女子HOME ROOM♪ SHOWROOM（2014年—2015年，DeNA）每週二20時00分～
- （2014年12月11日，武士道）[33][34]
- 希水汐的SHOW TIME（2022年—，niconico頻道+）[35]

### 宣傳大使
- LIB JAPAN Honeyce'Girls（2014年）

### 廣告
- 『博報堂』（HONEYCE）[36]
  - HONEYCE Girls JR篇 Cityliving JR女性專用車廂火車頻道（2014年4月9日—22日）
  - HONEYCE Girls 網路篇 LIB JAPAN（3月21日—4月21日）

### 雜誌
- 光文社（《女性自身（日语：女性自身）》VOL.1—3）2014年5月13日—6月10日 美容蜂蜜洗髮精合作
- 田口隆祐（日语：田口隆祐）的噢天哪&加芬克爾講座★與elfin'一起（BASEBALL MAGAZINE社（日语：ベースボールマガジン社）《新日本職業摔角 Bi-monthly》VOL.1—3）2014年11月29日—2015年3月28日[37][38][39]
  -  田口隆祐的噢天哪&加芬克爾講座★與elfin'一起（BASEBALL MAGAZINE社《新日本職業摔角 Bi-monthly》VOL.4—6）2015年5月29日—9月29日[40][41][注 1]

### 影像商品
- 「THE IDOLM@STER SHINY COLORS 4thLIVE 天空晴朗，超越現在。」Blu-ray（2022年）[42]
- 萬代南夢宮娛樂嘉年華 2nd（日语：バンダイナムコエンターテインメントフェスティバル#2nd） 2days LIVE Blu-ray（2023年）[43]
- THE IDOLM@STER M@STERS OF IDOL WORLD!!!!! 2023 Blu-ray PERFECT BOX!!!!!（2023年）[44]
- 「THE IDOLM@STER SHINY COLORS 5thLIVE If I_wings.」Blu-ray（2023年）[45]
- 283PRODUCTION SOLO PERFORMANCE LIVE「依然任性」Blu-ray（2024年）[46]
- THE IDOLM@STER SHINY COLORS 5.5th Anniversary LIVE「星星仰望的天空」Blu-ray（2024年）[47]
- 「異次元FES 偶像大師★♥LoveLive！歌合戰」Blu-ray（2024年）[48]

### 其它
- 聲Moni！（2017年2月—，Morning Call）
- 甦醒吧！西博爾德日本博物館（語音導覽）
- Oscar Promotion 2015年版目錄[49]
- 米開朗基羅展 文藝復興建築至寶（語音導覽）
- Ustream Ani×me（旁白）
- 聲優圖鑑（2024年）[50]

### 旁白
- （BS朝日，2023年7月1日）[51]

## 音樂作品
elfin'時期的活動請參閱「elfin'」。

### 角色歌曲
| 發行日期 | 商品名稱                                                                          | 歌 | 樂曲 | 備註                                             |
| 2018年   | 2018年                                                                            | 2018年 | 2018年 | 2018年                                           |
| -------- | --------------------------------------------------------------------------------- | --- | --- | ------------------------------------------------ |
| 8月29日  | STAR☆TING！                                                                       | 青空Under Girls | 「STAR☆TING！」 「」 | 遊戲《青空Under Girls！》相關歌曲                |
| 8月29日  | STAR☆TING！                                                                       | GE:NESiS | 「Karisome Irony」 「」 「Beyond the tears」 | 遊戲《青空Under Girls！》相關歌曲                |
| 2022年   |                                                                                   | | |                                                  |
| 4月13日  | THE IDOLM@STER SHINY COLORS PANOR@MA WING 01                                      | 閃耀色彩 | 「」 「Daybreak Age」 | 遊戲《偶像大師 閃耀色彩》相關歌曲                |
| 4月23日  | THE IDOLM@STER SHINY COLORS Synthe-Side 01                                        | L'Antica、Straylight | 「Killer×Mission」 | 遊戲《偶像大師 閃耀色彩》相關歌曲                |
| 4月23日  | THE IDOLM@STER SHINY COLORS Synthe-Side 01                                        | 三峰結華（希水汐） | 「Killer×Mission」 | 遊戲《偶像大師 閃耀色彩》相關歌曲                |
| 6月15日  | THE IDOLM@STER SHINY COLORS PANOR@MA WING 03                                      | L'Antica | 「」 「」 「」 | 遊戲《偶像大師 閃耀色彩》相關歌曲                |
| 12月7日  | THE IDOLM@STER SHINY COLORS OFF VOCAL COLLECTION 02                               | Team.Luna | 「」 | 遊戲《偶像大師 閃耀色彩》相關歌曲                |
| 12月7日  | THE IDOLM@STER SHINY COLORS OFF VOCAL COLLECTION 02                               | 三峰結華（希水汐） | 「」 | 遊戲《偶像大師 閃耀色彩》相關歌曲                |
| 2023年   |                                                                                   | | |                                                  |
| 1月18日  | THE IDOLM@STER SHINY COLORS WING COLLECTION -A side-                              | 閃耀色彩 | 「Spread the Wings!! -25 colors-」 「Ambitious Eve -25 colors-」 「」 「Resonance⁺ -25 colors-」 「SNOW FLAKES MEMORIES -25 colors-」 「FUTURITY SMILE -25 colors-」 | 遊戲《偶像大師 閃耀色彩》相關歌曲                |
| 1月18日  | THE IDOLM@STER SHINY COLORS WING COLLECTION -A side-                              | L'Antica | 「」 「NEO THEORY FANTASY（2023 Ver.）」 「Black Reverie（2023 Ver.）」 「abyss of conflict（2023 Ver.）」                                                           | 遊戲《偶像大師 閃耀色彩》相關歌曲                |
| 2月8日   | THE IDOLM@STER SHINY COLORS WING COLLECTION -B side-                              | 閃耀色彩 | 「Multicolored Sky -25 colors-」 「」 「Dye the sky. -25 colors-」 「Color Days -25 colors-」 「Let's get a chance -25 colors-」 「SWEET♡STEP -25 colors-」          | 遊戲《偶像大師 閃耀色彩》相關歌曲                |
| 2月8日   | THE IDOLM@STER SHINY COLORS WING COLLECTION -B side-                              | L'Antica | 「幻惑SILHOUETTE（2023 Ver.）」 「」 「」 「革命進化論（2023 Ver.）」                                                                                                | 遊戲《偶像大師 閃耀色彩》相關歌曲                |
| 2月11日  | THE IDOLM@STER SHINY COLORS SOLO COLLECTION -M@STERS OF IDOL WORLD!!!!! 2023-     | 三峰結華（希水汐） | 「Let’s get a chance」 | 遊戲《偶像大師 閃耀色彩》相關歌曲                |
| 3月18日  | THE IDOLM@STER SHINY COLORS SOLO COLLECTION -5thLIVE If I_wings. part1-           | 三峰結華（希水汐） | 「」 | 遊戲《偶像大師 閃耀色彩》相關歌曲                |
| 3月18日  | THE IDOLM@STER SHINY COLORS SOLO COLLECTION -5thLIVE If I_wings. part2-           | 三峰結華（希水汐） | 「」 | 遊戲《偶像大師 閃耀色彩》相關歌曲                |
| 5月10日  | THE IDOLM@STER SHINY COLORS “CANVAS” 02                                           | L'Antica | 「」 「Unsung Heroes」 「」 | 遊戲《偶像大師 閃耀色彩》相關歌曲                |
| 7月22日  | THE IDOLM@STER SHINY COLORS SOLO COLLECTION -SOLO PERFORMANCE LIVE 依然任性 Luna- | 三峰結華（希水汐） | 「」 | 遊戲《偶像大師 閃耀色彩》相關歌曲                |
| 10月18日 | THE IDOLM@STER SHINY COLORS Song for Prism 星之聲                                 | 閃耀色彩 | 「」 | 遊戲《偶像大師 閃耀色彩 Song for Prism》主題歌曲 |
| 2024年   |                                                                                   | | |                                                  |
| 3月2日   | THE IDOLM@STER SHINY COLORS SOLO COLLECTION -6thLIVE TOUR Come and Unite！ part1- | 三峰結華（希水汐） | 「」 | 遊戲《偶像大師 閃耀色彩》相關歌曲                |
| 3月2日   | THE IDOLM@STER SHINY COLORS SOLO COLLECTION -6thLIVE TOUR Come and Unite！ part2- | 三峰結華（希水汐） | 「Unsung Heroes」 | 遊戲《偶像大師 閃耀色彩》相關歌曲                |
| 3月2日   | THE IDOLM@STER SHINY COLORS SOLO COLLECTION -6thLIVE TOUR Come and Unite！ part3- | 三峰結華（希水汐） | 「」 | 遊戲《偶像大師 閃耀色彩》相關歌曲                |
| 4月10日  | THE IDOLM@STER SHINY COLORS 翼Gravity                                             | 閃耀色彩 | 「」 | 電視動畫《偶像大師 閃耀色彩》片頭主題曲          |
| 4月10日  | THE IDOLM@STER SHINY COLORS 翼Gravity                                             | L'Antica | 「」 | 電視動畫《偶像大師 閃耀色彩》相關歌曲            |
| 4月17日  | 賽馬娘 Pretty Derby WINNING LIVE 18                                               | 勇敢之心（希水汐） | 「QueenBee」 | 《賽馬娘 Pretty Derby》相關歌曲                  |
| 4月17日  | 賽馬娘 Pretty Derby WINNING LIVE 18                                               | 目白韋仁（土師亞文）、 艾尼風神（長江里加）、勝利獎券（渡部優衣）、東瀛佐敦（鈴木繪理）、微光飛駒（田中愛美）、狄杜斯（田澤茉純）、八重無敵（日原亞由美）、成田路（中村環奈）、奇銳駿（須藤希）、大鳴大放（秋奈）、萊茵力量（小島菜菜惠）、西沙里奧（佐藤榛夏）、空中救主（根本優奈）、勇敢之心（希水汐） | 「」 | 《賽馬娘 Pretty Derby》相關歌曲                  |
| 6月12日  | THE IDOLM@STER SHINY COLORS ECHOES 02                                             | L'Antica | 「」 「」 「Migratory Echoes」 | 遊戲《偶像大師 閃耀色彩》相關歌曲                |
| 6月26日  | 賽馬娘 Pretty Derby WINNING LIVE 19                                               | 愛如往昔（宮下早紀）、萊茵力量（小島菜菜惠）、西沙里奧（佐藤榛夏）、空中救主（根本優奈）、勇敢之心（希水汐） | 「Unite!!」 | 遊戲《賽馬娘 Pretty Derby》相關歌曲              |
| 6月26日  | 賽馬娘 Pretty Derby WINNING LIVE 19                                               | 曼城茶座（小倉唯）、美浦波旁（長谷川育美）、愛麗速子（上菫）、愛慕織姬（木瞳）、強擊（伊藤彩沙）、烈焰快駒（福晴菜）、森林寶穴（藤本侑里）、愛如往昔（宮下早紀）、新宇宙（白石晴香）、萊茵力量（小島菜菜惠）、西沙里奧（佐藤榛夏）、空中救主（根本優奈）、勇敢之心（希水汐）                              | 「」 | 遊戲《賽馬娘 Pretty Derby》相關歌曲              |
| 7月24日  | THE IDOLM@STER SHINY COLORS Song for Prism 時限式狂騷仙境 / LINKs                 | L'Antica | 「」 | 遊戲《偶像大師 閃耀色彩 Song for Prism》相關歌曲 |
| 7月27日  | THE IDOLM@STER SHINY COLORS LIVE FUN!! -Beyond the Blue sky part1-                | 三峰結華（希水汐） | 「」 | 電視動畫《偶像大師 閃耀色彩》相關歌曲            |
| 7月27日  | THE IDOLM@STER SHINY COLORS LIVE FUN!! -Beyond the Blue sky part2-                | 三峰結華（希水汐） | 「SNOW FLAKES MEMORIES」 | 遊戲《偶像大師 閃耀色彩》相關歌曲                |
| 10月9日  | THE IDOLM@STER SHINY COLORS Prism Flare                                           | 閃耀色彩 | 「」 | 電視動畫《偶像大師 閃耀色彩 2nd season》相關歌曲 |
| 10月9日  | THE IDOLM@STER SHINY COLORS Prism Flare                                           | L'Antica | 「」 | 電視動畫《偶像大師 閃耀色彩 2nd season》相關歌曲 |
| 10月30日 | THE IDOLM@STER SHINY COLORS Happy Surprise Trick!                                 | 八宮惠（峯田茉優）、三峰結華（希水汐）、小宮果穗（河野日和）、西城樹里（永井真里子）、大崎甘奈（黑木穗乃香） | 「CANDY UNIVERSE」 | 電視動畫《偶像大師 閃耀色彩 2nd season》相關歌曲 |
| 10月30日 | THE IDOLM@STER SHINY COLORS Happy Surprise Trick!                                 | 閃耀色彩 | 「Poison Berry Daughters」 | 電視動畫《偶像大師 閃耀色彩 2nd season》相關歌曲 |
| 12月25日 | THE IDOLM@STER SHINY COLORS Over the prism                                        | L'Antica | 「」 | 電視動畫《偶像大師 閃耀色彩 2nd season》相關歌曲 |
| 12月25日 | THE IDOLM@STER SHINY COLORS Over the prism                                        | 閃耀色彩 | 「」 | 電視動畫《偶像大師 閃耀色彩 2nd season》相關歌曲 |
| 2025年   |                                                                                   | | |                                                  |
| 3月5日   | 賽馬娘 Pretty Derby WINNING LIVE 24                                               | 賽馬娘 | 「STARTING FORCE」 | 遊戲《賽馬娘 Pretty Derby》相關歌曲              |
| 3月5日   | 賽馬娘 Pretty Derby WINNING LIVE 24                                               | 賽馬娘 | 「」 | 遊戲《賽馬娘 Pretty Derby》相關歌曲              |
| 3月26日  | THE IDOLM@STER SHINY COLORS Song for Prism Real Mind Shakes / THE LAST PRIDE      | L'Antica | 「THE LAST PRIDE」 | 遊戲《偶像大師 閃耀色彩 Song for Prism》相關歌曲 |

## 受獎歷
- 第1屆全日本國民美聲女子比賽準大獎

## 腳註

## 外部連結
- 希水汐｜BLACK SHIP （日語）
  - 希水汐（高橋美衣名義）｜青二Production，存于 （日語）
- 希水汐的X（前Twitter） （日語）
- 希水汐的Instagram帳戶 （日語）
- YouTube上的 （日語）